# アテネ大学

大学本館

アテネ大学（ギリシア語: Εθνικόν και Καποδιστριακόν Πανεπιστήμιον Αθηνών）はギリシャの首都アテネに存在する大学。1837年に創設された東地中海地域において最も歴史ある大学である。正式名称は国立=カポディストリアコス・アテネ大学。

## 概要
現在のギリシャにおいては第二の規模を誇り、5,000人の学部生が在籍している。キャンパスはイリシアにあり理学部、工学部、文学部がおかれている。ゴウディに人間科学部、ダフネには体育教育、スポーツ科学部がおかれている。メディア、教育、経済、法律、行政に関する学部はアテネの中心部にキャンパスがある。

## 歴史
1837年4月3日にオソン1世の支持のもと創設され、当初はオソン大学と呼ばれた。実際の活動は1939年アクロポリス近郊にあったStamatios Kleanthisの家における講義に始まる。1841年にデンマークの建築家Theofil Hansenにより、アテネ中心パネピスティミウ通り沿いのキャンパスに大学の建物が建てられた。1843年に国立大学へと名前を変更した。
1911年にイオアニス・カポディストリアスの友人であった富豪イオアニス・ドムボリスによる寄付を受け、現在の名称へと変更した。

## 教授・講師
- コンスタンディノス・ツァツォス
- フォティス・コントグルー
- アナスタシオス (アルバニア大主教)
- ルーカス・パパデモス
- 呉建（名誉教授）

## 卒業生
- テオ・アンゲロプロス
- アンブロシオス (韓国府主教)
- エレフテリオス・ヴェニゼロス
- オデッセアス・エリティス
- 織田昭
- コスタス・カラマンリス
- ソテリオス (韓国府主教)
- アントニス・トゥマジス
- 長屋房夫
- アンドレアス・パパンドレウ
- カテリナ・サケラロプル
- ステファニア・チョーギア